# Edgeøyjøkulen
De Edgeøyjøkulen is een ijskap op het eiland Edgeøya, dat deel uitmaakt van de Noorse eilandengroep Spitsbergen.
De gletsjer is vernoemd naar het eiland Edgeøya waarop de ijskap ligt.

## Geografie
De ijskap ligt in het zuidoosten van het eiland en heeft een oppervlakte van 1365 km².
Via verschillende gletsjers mondt de ijskap in het oosten uit in de Barentszzee en in het westen via het dal Dyrdalen in het fjord Tjuvfjorden. De gletsjer die uit de ijskap ontspringen zijn Albrechtbreen, Rutenbergbreen, Stonebreen, Kong Johans Bre, Pettersenbreen, Deltabreen, Gandbreen en Seidbreen.
Ten noordoosten en zuidoosten ligt de Barentszzee, naar het zuiden de gletsjer Kvitkåpa op het zuidelijke schiereiland, naar het zuidwesten het fjord Tjuvfjorden en naar het westen het dal Dyrdalen en erachter de gletsjer Storskavlen. 